# 鴻鈞老祖
鴻鈞老祖，又稱鸿元老祖、玄玄上人，最早出现在明代的神怪小说《封神演义》中，為盤古開天闢地後除盤古外的第一位神仙，是太上老君、元始天尊、通天教主的师父。

## 傳說
传说鴻元老祖为道教众仙之祖，「鸿元」即「混元」（在道教正统典籍中，混元指混元教主，也就是三清中太清道祖道德天尊），指天地未开、虚空未分之际的宇宙本始状态（太初混沌），但《道藏》中並沒有將其描述為一個神明的記載，此說也不為正統道教承認。但是在民間流傳宗教與文獻中具有相當影響力，如神農架地區發現的漢族歌謠唱本黑暗傳便提及了鴻元老祖。
有一種說法主張《太上老君历世应化图说》第二化内容已經指出，鸿元老祖乃老君所化：
「老君者，元炁之根，造化真宗，体任自然。自然者，道也。强为之容即老君。以虚无为道，灵元为性，清空寥廓，晃朗太玄，含孕于空洞寥落之外，莽荡玄虚之中，寂寞无里，不可称量。若言有，不见其形；若言无，万物从兹而生。八表穷窿，渐渐始分。下成微妙，以为世界，而有鸿元，挺于空洞，浮游幽虚。故曰：吾生于无形之先，起乎太初之前，长乎太始之端，行乎太素之元。卓然独立，大而无配。视之不见，听之不闻，抟之不得。所谓混元，由兹而始矣。」
但是「若言有，不见其形；若言无，万物从兹而生。八表穷窿，渐渐始分。下成微妙，以为世界，而有鸿元，挺于空洞，浮游幽虚。」乃是典型的道教宇宙生成理論，並非是有一個實際的神稱為「鸿元」。
也有一说鸿钧老祖便是盘古（另有部分道教徒称元始天尊的前身是盘古，在道教典籍中玉清真宰元始天尊才是盘古，而鸿鈞老祖并没有被提到）。
山西介休市绵山群仙殿里有道家众仙朝拜鸿钧老祖的布画。辽宁本溪市谢家崴子村水洞，据说是鸿钧老祖修筑在玉京山的宫殿，名叫“紫霄宫”。
臺灣配祀鴻鈞老祖的寺廟有宜蘭縣羅東鎮勉民堂、新竹縣北埔鄉五指山玉皇宮等。

## 文學形象
在小說《封神演義》中稱為鴻鈞道人，為三大教祖：太上老君、元始天尊、通天教主的师父。